# Amore e Psiche (film)
Amore e Psiche (L'Amour et Psyché) è un cortometraggio muto del 1908 diretto da Louis Feuillade.

## Produzione
Il film fu prodotto dalla Société des Etablissements L. Gaumont

## Distribuzione
Distribuito dalla Société des Etablissements L. Gaumont, uscì nelle sale cinematografiche francesi nel 1908. In Italia venne distribuito dalla Pathé nel 1913/14.